# Rainer Maria Schießler

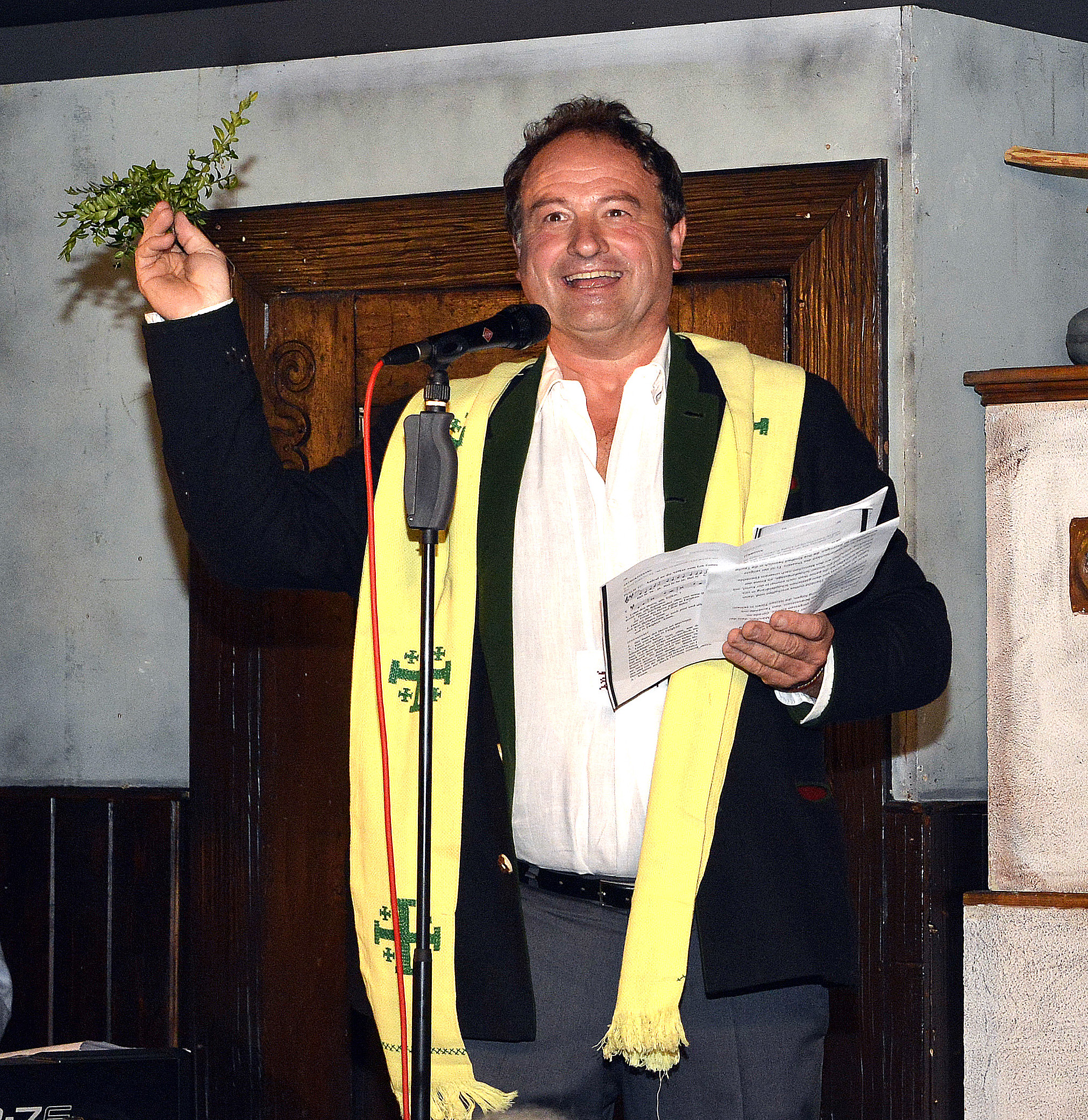
Rainer Maria Schießler, 2014

Rainer Maria Schießler (* 7. Oktober 1960 in München) ist ein deutscher römisch-katholischer Pfarrer. Schießler gilt durch unkonventionelle Seelsorge und medienwirksame Aktionen als „einer der bekanntesten Kirchenmänner“ in Bayern.

## Leben
Schießler stammt aus der Pfarrei Zu den heiligen zwölf Aposteln in München-Laim. Er absolvierte 1980 das Abitur am Wittelsbacher-Gymnasium München. Bei den Kapuzinern in Laufen absolvierte er ein Noviziat von 1980 bis 1981. Von 1981 bis 1986 studierte er katholische Theologie an der Universität München und der Universität Salzburg. 1986/1987 verbrachte er ein Pastoraljahr im Pfarrverbund Bad Kohlgrub, am 27. Juni 1987 wurde er in Freising zum Priester geweiht. Von 1987 bis 1989 war er Kaplan in Bad Kohlgrub, von 1989 bis 1991 Kaplan an der Pfarrkirche St. Nikolaus in Rosenheim, von 1991 bis 1993 Kaplan in München an der Kirche Heiligkreuz in Giesing. Seit 1993 ist er Pfarrer in St. Maximilian in München (installiert 1995).

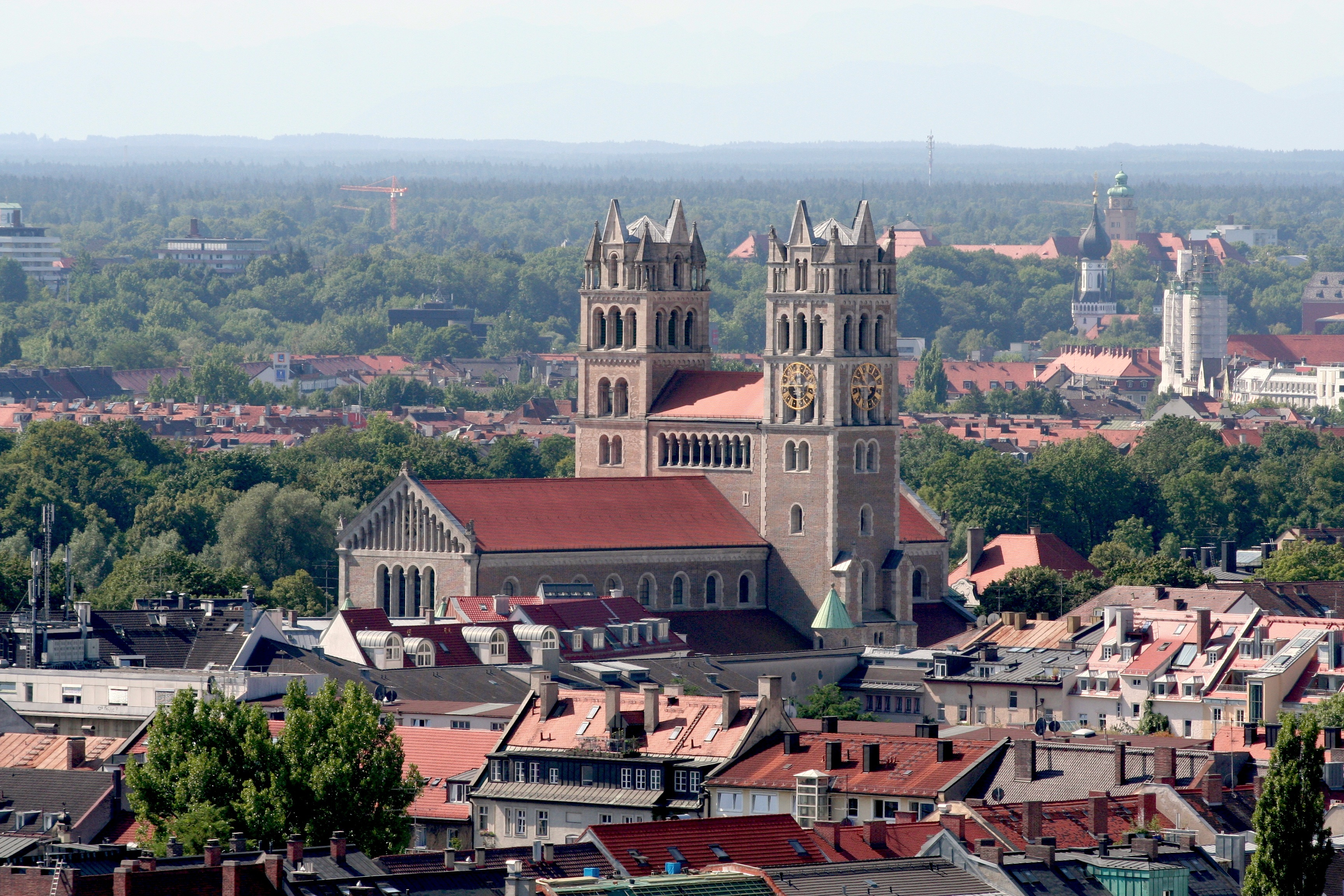
St. Maximilian

Von 2006 bis 2012 arbeitete Schießler jedes Jahr im Schottenhamel-Zelt des Münchener Oktoberfestes als Bedienung; das verdiente Geld spendete er für einen wohltätigen Zweck. Nach zweijähriger Pause bediente er beim Oktoberfest 2015 erneut und spendete seine Einnahme für das Syrien-Projekt von Christian Springer.

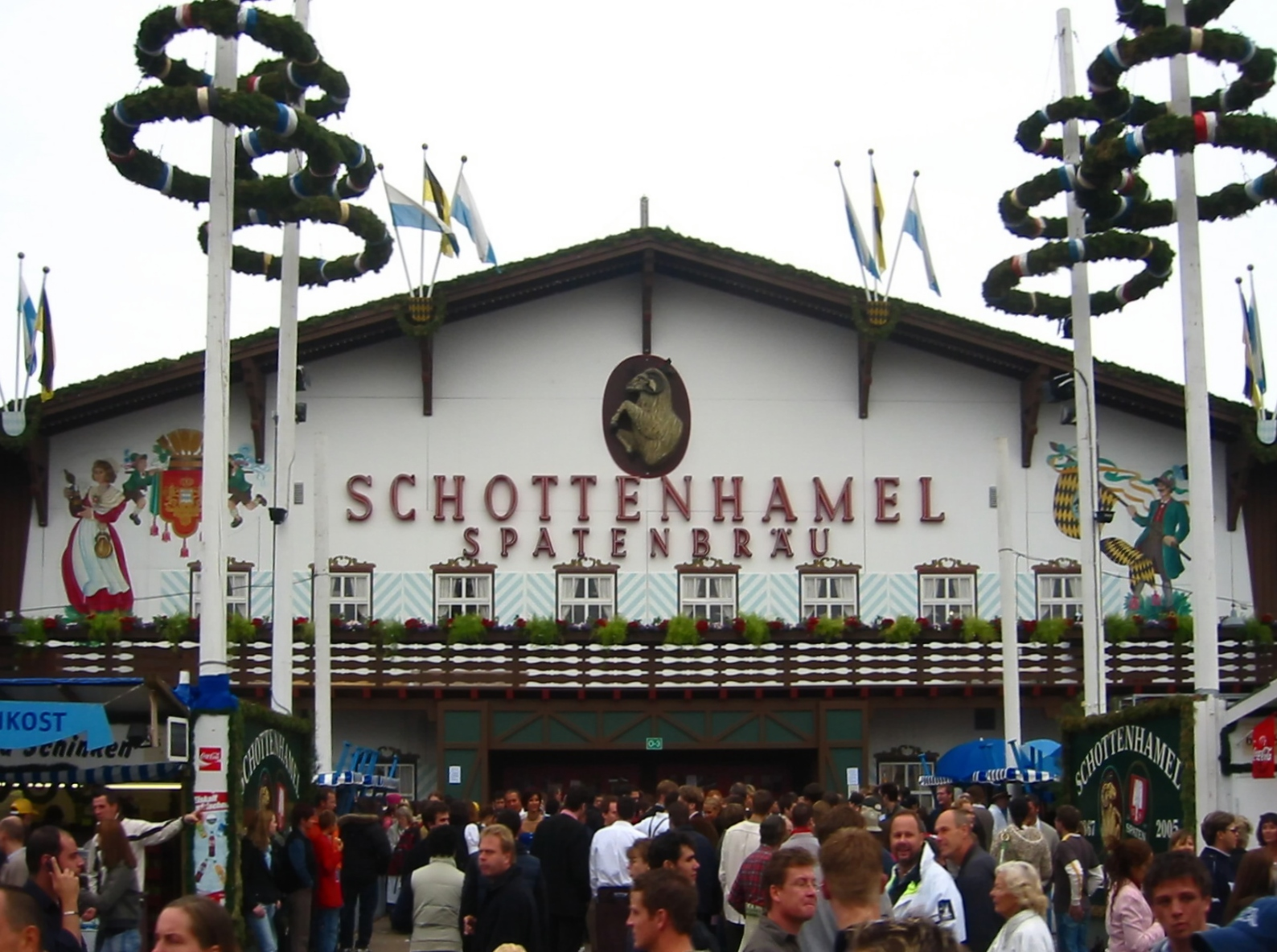
Festzelt Schottenhamel

Von 2011 bis 2020 war er zusätzlich Pfarrer der Pfarrei Heilig-Geist am Münchner Viktualienmarkt.
Seine eigene Talkshow Pfarrer Schießler wurde von Dezember 2012 bis 2015 beim Bayerischen Rundfunk produziert und ausgestrahlt.
Mit seinen teilweise provokanten Äußerungen erzeugt der Pfarrer öffentliches Aufsehen für sein Anliegen einer lebhaften und engagierten Kirche. Einmal jährlich hält Schießler eine „Viecherl-Messe“, bei der er allen Lebewesen den Segen spendet. Tierbesitzer kommen mit ihren Haustieren, wie Hunden oder sogar Schildkröten. Seit 25 Jahren lebt seine Haushälterin in seinem Haushalt, die ihn bei seiner Tätigkeit unterstützt.
Der Bund Bairische Sprache bezeichnete Pfarrer Schießler als „dialektalen Menschenfischer“ und verlieh ihm deswegen 2016 die Bairische Sprachwurzel.
2018 verlieh ihm die Faschingsgesellschaft Narrhalla Erding den Reiherorden „...für Persönlichkeiten, die sich durch politische, gesellschaftliche, wirtschaftliche oder geistige Leistungen in besonderem Maße um die Pflege von bodenständigem Humor sowie von Geselligkeit und Unterhaltung verdient machen“. Seit 2020 produziert das Münchner Kirchenradio mit ihm einen Podcast Schießlers Woche – Hier spricht der Pfarrer.
2020 startete er mit der Katholischen Erziehergemeinschaft den Bildungspodcast PAUSENGONG, wo er u. a. Gäste wie Uschi Glas, Ministerpräsident Markus Söder, den Kabarettisten Wolfgang Krebs oder auch Melanie Huml gemeinsam mit dem Landesvorsitzenden der KEG, Martin Goppel, interviewt. 2023 wurde ihm der Bayerische Verfassungsorden verliehen.
Schießler hat Philipp Lahm getraut und Franz Beckenbauer beerdigt.

## Bücher (Auswahl)
- Himmel, Herrgott, Sakrament. Auftreten statt austreten. 2. Auflage. Kösel, München 2016, ISBN 978-3-466-37147-1.
- Jessas, Maria und Josef. Gott zwingt nicht, er begeistert. 2. Auflage. Kösel, München 2018, ISBN 978-3-466-37208-9. Auch als Hörbuch erschienen, ISBN 978-3-8445-2876-3.
- Die Schießler-Bibel. 3. Auflage. Kösel, München 2021, ISBN 978-3-466-37270-6.
- Mit Stephan Maria Alof: Seid ihr noch zu retten?! Einfach mal machen und so Kirche verändern, bene! Verlag, 2022, ISBN 978-3-96340-222-7.
- Wiesn-Glück. Eine Liebeserklärung. Droemer Knaur, München 2022.
- Sag, was du denkst. So lebt sichs leichter:, bene! Verlag, 2023, ISBN 978-3-9634-0270-8.
- Weihnachten ist eine Erfindung Gottes. St. Benno Verlag 2023, ISBN 978-3-7462-6443-1.
- Im Fußballhimmel. Meine schönsten Geschichten vom Heiligen Rasen, bene! Verlag, München 2024, ISBN 978-3-9634-0265-4.

## Filmografie
- 2016: München 7
- 2016: Moni’s Grill
- 2018: München Grill
- seit 2017: Dahoam is Dahoam (Rolle: Generalvikar Magnus Kaiser)
- 2022: Strafe – Der Taucher

## Zitate
„Ich habe den lieben Gott in manchen Kneipen besser kennengelernt als in manchem Bibelkreis.“

„Wir müssen zu den Menschen. Dafür sind wir da.“